# KATNBL1
KATNBL1‏ (Katanin regulatory subunit B1 like 1) هوَ بروتين يُشَفر بواسطة جين KATNBL1 في الإنسان.